# Indirana semipalmata
Indirana semipalmata (Synonyme: Ranixalus semipalmatus und Rana semipalmata) ist eine Froschart aus der Familie der Ranixalidae. Sie kommt endemisch in den Westghats im Süden Indiens vor.

## Merkmale

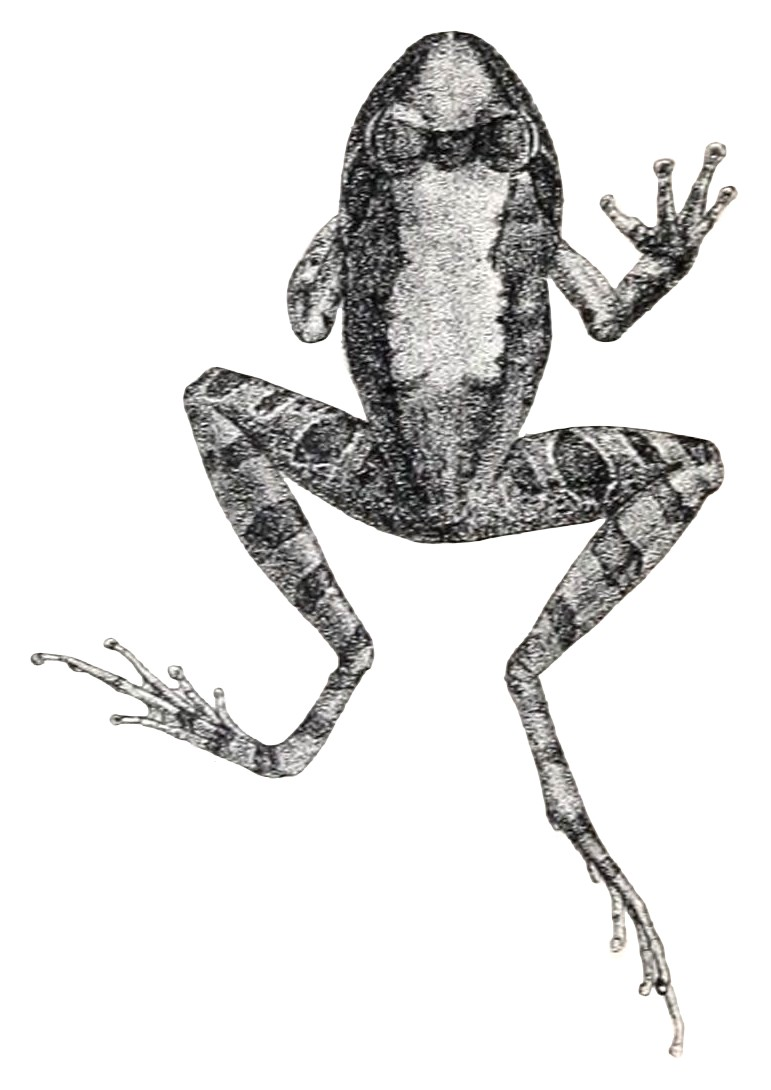
Indirana semipalmata Körperform

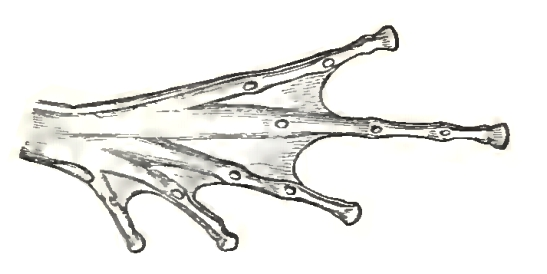
Unterseite eines Fußes

Indirana semipalmata ist ein relativ kleiner Frosch mit einer Kopf-Rumpf-Länge von rund 35 Millimetern. Die Schnauze ist stumpf, die Falte über dem Canthus rostralis ist gut sichtbar. Die Augen sind verhältnismäßig groß, das Tympanum ist gut entwickelt und von derselben Größe wie das Auge. Der Augenabstand ist schmal und entspricht ungefähr der Breite der oberen Augenlider. Die Zähnchen auf dem Pflugscharbein (Vomer) stehen in zwei ovalen Gruppen hinter der Mündung der Choanen. Die Männchen dieser Art haben keine Schallblase.
Der erste Finger ist ein wenig länger als der zweite. Auf der Unterseite der einzelnen Glieder der Finger und Zehen sitzt je ein Höcker, ebenso ein länglicher Tuberkel auf den inneren Mittelfußknochen. Die Hinterbeine ohne die Füße erreichen schon Körperlänge.
Die Haut von Indirana semipalmata ist auf der Bauchseite glatt, auf dem Rücken grobkörnig mit kurzen drüsigen Falten. Die Farbe ist hauptsächlich braun, Brust und Kehle sind hell und unregelmäßig braun gepunktet. Die Gliedmaßen sind auf braunem Grund dunkel quergestreift. Ein schwarzes Band zieht sich beiderseits von oberhalb des Tympanums quer über die Augen mit den waagrechten Pupillen bis in die Region der Choanen. Auf der Kopfoberseite zwischen den Augen befindet sich ebenfalls ein dunkles Band.

## Verbreitung
Indirana semipalmata ist in den südlichen Westghats in einem Gebiet von weniger als 20.000 Quadratkilometern endemisch, das sich über Teile der indischen Bundesstaaten Tamil Nadu, Kerala und Karnataka erstreckt. Dort lebt der Frosch in geeigneten Habitaten zwischen 200 und 1100 Metern Seehöhe. In einem Bericht werden zehn kleinere Gebiete aufgezählt, an denen die Froschart vorkommt: Malabar, Pulloorampara, Kodaikanal, Idukki, Parambikulam, Kalakkad, Siruvani, Sringeri, Agumbe und Kudremukh.

## Lebensweise

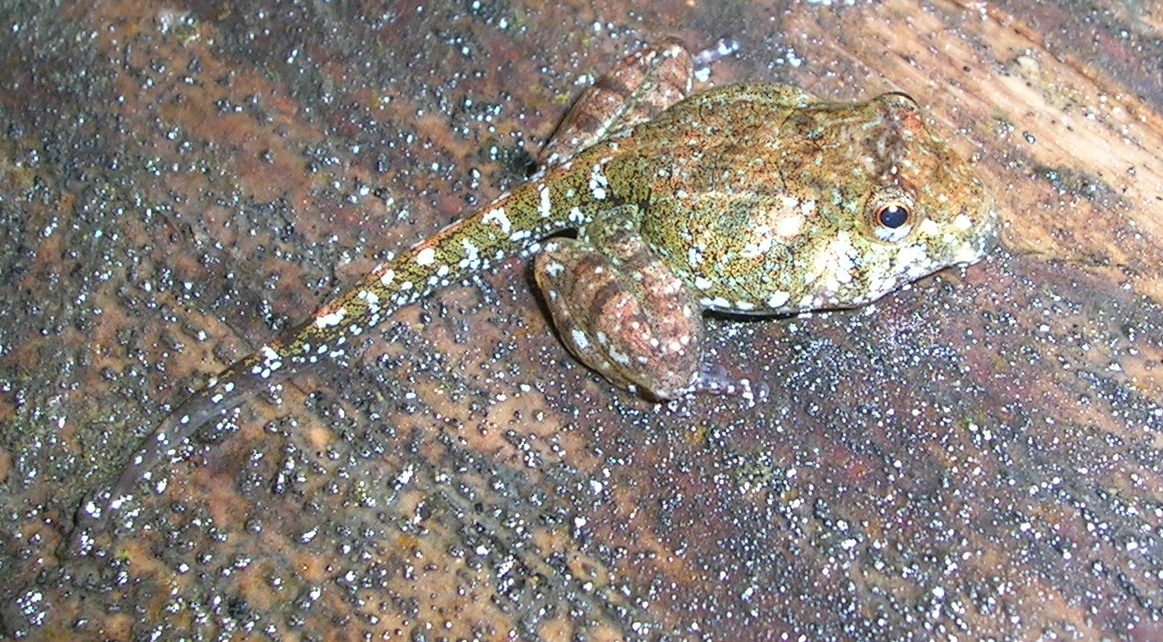
Kaulquappe kurz vor der Metamorphose in Coorg, Indien, auf einer Baumrinde

Indirana semipalmata ist in Höhenstufen zwischen 200 und 1100 Metern zu finden. Die Art lebt in feuchten, immergrünen Wäldern, kann aber auch in vom Menschen durch Plantagen gestörten Gegenden vorkommen. 
Die Paarung der Frösche findet während der Monsunzeit statt. In dieser Jahreszeit sind die Wälder, in denen Indirana semipalmata lebt, sehr feucht. Die Frösche leben zwar meist in der Nähe von Fließgewässern oder Wasserfällen, legen aber ihre Eier auf nassen Felsen oder Baumrinde ab. 
Die Kaulquappen schlüpfen und ernähren sich von Baumrinde und dessen Aufwuchs, bis sie ihre Metamorphose zum adulten Frosch durchlaufen haben. Dabei verläuft ihre gesamte Entwicklung an Land.

## Gefährdung
Die Art besitzt in den südlichen Westghats Indiens zwar insgesamt ein großes Verbreitungsareal, dort ist sie jedoch im Wesentlichen nur von zehn Fundorten bekannt, die insgesamt weniger als 2000 Quadratkilometer umfassen. Da diese Fundorte teilweise in Naturschutzgebieten liegen und die Froschart unter Schutz gestellt wurde, sind die Naturschutzbehörden optimistisch, dass kein dramatischer Rückgang der Anzahl der Exemplare innerhalb der Populationen zu befürchten ist. Die Art wurde 2004 von der IUCN als nicht gefährdet (Least Concern) eingestuft.